# Ronaldsway
Ronaldsway är ett område på södra Isle of Man i anslutning till de två samhällena Castletown och Ballasalla. Det är här Isle of Mans flygplats ligger. Flygplatsen heter också Ronaldsway flygplats, även om de flesta kallar den ”The Airport”. Slaget vid Ronaldsway år 1275 gjorde att Isle of Man hamnade under skotskt styre.